# Мюррей, Джеймс (губернатор)

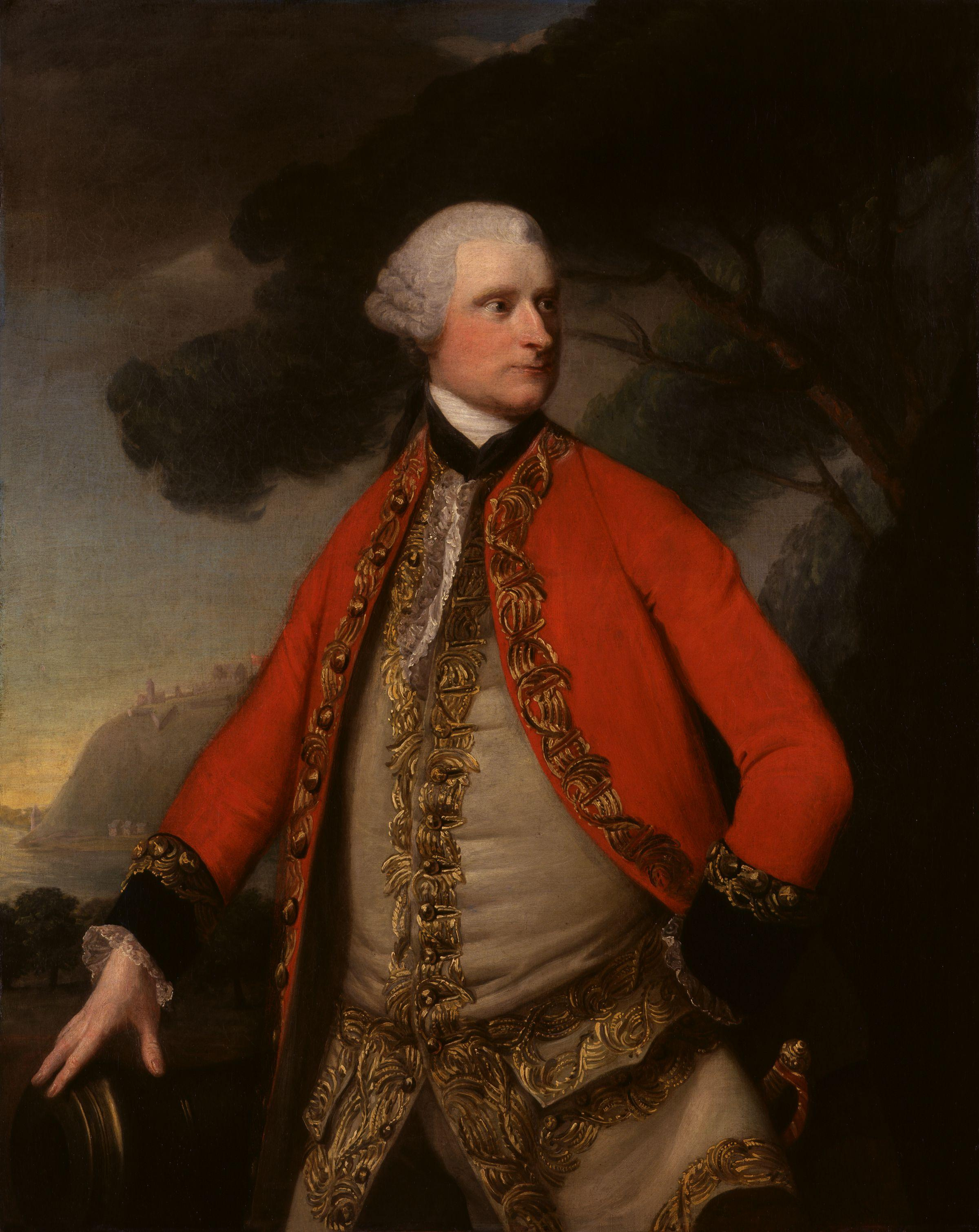
Джеймс Мюррей

Джеймс Мю́ррей (англ. James Murray, 21 января 1721 — 18 июня 1794) — офицер британской армии и колониальный управляющий, первый губернатор провинции Квебек.

## Молодость и начало карьеры
Джеймс Мюррей был пятым сыном и четырнадцатым ребёнком в семье Александра Мюррея, 4-го барона Элибэнка, и Элизабет Стерлинг. Его семья принадлежала к мелкопоместному шотландскому дворянству. Он поступил на военную службу в армию в 1736, а в 1741 был переведён в 15-й пехотный полк, в котором оставался до 1759. Получил звание подполковника своего полка. Участвовал в нескольких походах: на Антильские острова с 1740 по 1742 и во Фландрию в 1745 (был серьёзно ранен в Остенде). В 1746 он участвовал в походе на Лорьян.

## Семилетняя война
В 1754 году в Северной Америке началась война между Англией и Францией. В 1758 году Мюррей приехал в Северную Америку и участвовал в осаде Луисбурга под командованием Джеймса Вулфа. В следующем году он участвовал в осаде Квебека и во время битвы на полях Авраама был одним из первых, кто высадился на берег и взобрался на крутой откос мыса Фулон. Когда армия была размещена на боевых позициях, он командовал её центральным отрядом. Во время осады и битвы Мюррей был четвёртым по званию после Вулфа, Монктона и Таунсенда, но после смерти Вулфа на поле сражения и отъезда осенью двух других он должен был охранять Квебек зимой 1759—1760, когда ещё существовала угроза нападения французов под командованием Франсуа де Леви.
Эта зима была суровой, и из-за болезней число работоспособных мужчин в распоряжении Мюррея в Квебеке сократилось с 7500 до 4000. 28 апреля он сразился с Водрёем и Леви в битве при Сент-Фуа и вынужден был укрыться за стенами осаждённого Квебека. Между тем, он был спасён прибытием в мае британского флота. Тогда французы сняли осаду.
Целью британцев на кампанию 1760 было взятие Монреаля, и для этого главнокомандующий Амхерст приказал Мюррею подняться по реке Святого Лаврентия со своими войсками. Соединение его армии с армиями Амхерста и Хэвиленда у Монреаля привело к капитуляции города 8 сентября. Так французская колония в Канаде перестала существовать.

## Квебекский губернатор
До окончания войны, то есть до подписания Парижского договора 10 февраля 1763, в Новой Франции было создано британское военное управление. Мюррей проводил репрессивную политику, чтобы предупредить всякое желание франкоканадцев сопротивляться. Дело Жозефа Надо было одним из самых трагических событий этой военно-оккупационной политики. Мюррей повесил Жозефа Надо, полководца канадского ополчения, активно участвовавшего в боях с англичанами в ходе битв при Квебеке в 1759 и Монреале в 1760. Для доставки пропитания канадскому населению Жозеф Надо, будучи мельником по профессии, не считался с ограничениями, введёнными британским оккупантом. Мюррей велел арестовать его и повесить на наружной балке зерновой мельницы Надо. Его тело оставалось на всеобщем обозрении несколько дней, прежде чем было тайком снято.
Джеффри Амхерст сохранил три существовавших округа: Квебек, Труа-Ривьер и Монреаль — и назначил туда, соответственно, Мюррея, Ральфа Бертона и Томаса Гейджа.

## Губернатор Провинции Квебек
Свою новую территорию, ставшую провинцией Квебек, британские власти организовали по Королевской декларации 1763. Мюррей был назначен её губернатором с 10 августа 1764. Между тем, он имел полномочия лишь по гражданским вопросам, войска же находились под командованием Бертона. Между ними часто возникали трения.
Мюррей пытался управлять бывшей Новой Францией, уважая франкоканадское большинство, из которого почти исключительно состояло её население. Отметив незначительный успех британской иммиграции, он стал применять политику примирения для обеспечения верности канадцев завоевателям и во избежание конфронтации, но в этом ему помешало введённое им же британское законодательство, которое было весьма дискриминационным по отношению к католикам: они не допускались к исполнению гражданских и судебных должностей. Он презирал британских купцов, которые совершенно не были заинтересованы в примирении с французами и вели себя как завоеватели.
Поначалу не доверяя кюре и монашеским орденам, он постепенно изменил своё отношение и стал полагаться на них для сохранения порядка в приходах в обмен на его финансовую помощь и содействие. Епископская преемственность в Квебекской епархии была одной из самых трудных проблем в течение его срока. Вначале он был против всякого присутствия в провинции представителя «папской иерархии», между тем, позже он согласился с назначением «суперинтенданта римско-католической религии», избираемого по капитулу, одобренному британским правительством, и посвящаемого папой. В 1764 он содействовал избранию на эту должность Жан-Оливье Бриана, и тот был посвящён во Франции в 1766, положив конец шести годам епископской вакансии.
Хотя Королевская декларация 1763 предусматривала создание Палаты ассамблеи, Мюррей так и не приступил к исполнению этого плана. По британским законам католики были отстранены от всех должностей, исправляемых под властью короны, и Мюррей плохо представлял себе 200 английских собственников (по оценкам 1764), издающих законы для почти 70000-го населения канадских католиков.
С приходом к власти вигов в 1763 он потерял поддержку британского правительства и был, к тому же, очернён в Лондоне агентами и компаньонами британских торговцев. Инцидент, случившийся в декабре 1764 («дело Уокера») дал новый повод для протестов торговцев, и в апреле 1766 они добились отзыва Мюррея. Он покинул Квебек 28 июня 1766. Затем с него были сняты все обвинения и он сохранил свой пост губернатора до 12 апреля 1768, но уже никогда не вернулся в Канаду.
Сменивший Джеймса Мюррея Гай Карлтон продолжил его политику примирения с канадцами.

## Окончание карьеры
Вернувшись в Англию, он продолжил свою военную карьеру, в 1772 был повышен до генерал-лейтенанта, а в 1774 был назначен лейтенант-губернатором, а затем губернатором Минорки до 1782. Он храбро действовал во время осады форта Сент-Филип намного превосходящей по численности франко-испанской армией и ушёл на покой в своё поместье в Сассексе, где прожил двенадцать последних лет жизни.